# Nemaschema
Nemaschema es un género de escarabajos longicornios de la subfamilia Lamiinae. Fue descrito por Carl Gustaf Thomson en 1861.

## Especies
- Nemaschema baladicum (Montrouzier, 1861)
- Nemaschema chlorizans Fauvel, 1906
- Nemaschema collarti Breuning, 1958
- Nemaschema flavovittatum Breuning, 1976
- Nemaschema griseum Fauvel, 1906
- Nemaschema lamberti (Montrouzier, 1861)
- Nemaschema limbicolle (Fauvel, 1906)
- Nemaschema lineatum Fauvel, 1906
- Nemaschema macilentum Fauvel, 1906
- Nemaschema modestum (Montrouzier, 1861)
- Nemaschema mulsanti Perroud, 1864
- Nemaschema nitidulum Fauvel, 1906
- Nemaschema olivaceum Breuning, 1950
- Nemaschema puberulum (Montrouzier, 1861)
- Nemaschema quadrisulcatum Breuning, 1940
- Nemaschema sanguinicolle (Chevrolat, 1858)
- Nemaschema virgulum Sudre y al., 2022
- Nemaschema viridipes (Fauvel, 1906)